# Du öppnar, o evige Fader, i Kristus din famn
Du öppnar, o evige Fader, i Kristus din famn är en nattvardspsalm av Anders Frostenson skriven 1936. Melodin är komponerad av Oskar Lindberg 1937. Psalmen har fem tvåradiga strofer och är diktad med ett amfibrachiskt versmått.
Anders Frostenson bearbetade själv psalmen 1981 men endast minimalt: hugnar ändrades till gläder och en pluralform togs bort.

## Publicerad i
- 1937 års psalmbok som nr 198  under rubriken "Nattvarden".
- 1986 års psalmbok som nr 393 under rubriken "Nattvarden".
- Finlandssvenska psalmboken 1986 som nr 224 under rubriken "Nattvarden".
- Psalmer och sånger 1987 som nr 430 under rubriken "Kyrkan och nådemedlen - Nattvarden".[1]